# Quantum Satis
Quantum Satis (förkortat qs eller QS) är en latinsk fras som betyder den mängd som behövs. 
Frasen myntades som en mängdangivelse vid läkemedelstillverkning, men används även med samma funktion i reglering och säkerhetslagar för livsmedel i Europeiska gemenskapen.
Specifikationen för Quantum Satis för en ingrediens betyder väsentligen "använd den mängd av ingrediensen som behövs för att uppnå det önskade resultatet, men inte mer."
I livsmedelssäkerhetslagar i EU är det en övergripande begränsning för artificiella livsmedelsingredienser (speciellt tillsatser) som är ofarliga nog att inte ha en specifik mängdbegränsning.
Det används för att skydda konsumenter mot beroende av överflödiga och onödiga mängder av sådana artificiella livsmedelstillsatser i sina livsmedel och begränsar producenten till att:
- använda minsta möjliga mängd av tillägg som är tillräckligt för att uppnå önskat resultat
- ej överskrida god tillverkningspraxis
- ej vilseleda konsumenten